# Dover
Dover je mesto in veliko pristanišče za trajekte v grofiji Kent v jugovzhodni Angliji. S Francijo se stika pri najožjem delu Rokavskega preliva. Leži jugovzhodno od mesta Canterbury, vzhodno od upravnega središča grofije Kent, mesta Maidstone in severovzhodno vzdolž obale od Dungenessa in Hastingsa.
Mesto je upravno središče okrožja Dover. V mestnem pristanišču pristaja trajekt Dover–Calais. Pod mestom je tudi točka, pri kateri se tunel pod Rokavskim prelivom prvič približa celini. Okoliški klifi iz krede so postali znani kot Bele dovrske pečine, bližnji ozek morski prehod pa Dovrska vrata.
Mesto je imelo pomembno strateško vlogo v zgodovini. Arheološke najdbe so pokazale, da je bilo mesto vedno izredno pomembna točka za ljudi, ki so prihajali in odhajali iz Britanije. Ime mesta izhaja iz imena reke Dour. Mesto je bilo naseljeno od kamene dobe naprej.
Dover je eno redkih mest v Veliki Britaniji poleg recimo Londona, Cornwalla in Canterburyja, ki ima ime tudi v francoskem jeziku: Douvres.
Večina mestnega prebivalstva je zaposlena v dejavnostih, povezanih z mestnim pristaniščem in turizmom, čeprav je promet s trajektom danes manj živahen kot nekoč. V Dovru je imela svoje prostore tudi vojska, a jih je prenehala uporabljati leta 2007.

## Etimologija
Prvič zapisano ime je polatinjena oblika Portus Dubris, izhaja iz britonske besede za vode (dwfr v srednji valižanščini). Isti element je prisoten v oblikah mesta v francoščini (Douvres) in moderni valižanščini (Dofr), pa tudi ime reke Dour in je očitno tudi v drugih angleških mestih, kot je Wendover.
Po študiji iz leta 2013 lahko ime izvira iz starodavne besede za "dvojno obrežje" in se nanaša na prodne rtič(e), ki so nastali čez vhod v pristanišče, za katere se na otoku Wight še vedno uporablja beseda 'dover'. Naslednje oblike imena vsebujejo Doverre. 
Sedanje ime je bilo v uporabi vsaj od Shakespearjevega Kralja Leara (med letoma 1603 in 1606), v katerem igrajo mesto in njegove stene pomembno vlogo. Pogled na bele klife, ko se približujemo Dovru, so lahko dale britanskemu otoku starodavno ime Albion.

## Zgodovina
Dover je imel v zgodovini zaradi bližine Francije že od nekdaj velik strateški pomen za Veliko Britanijo. Arheološke najdbe so pokazale, da so bili ljudje na tem območju že v kameni dobi in da je bil pomorski vpliv v bronasti dobi že močan. Nekaj najdb je iz železne dobe, vendar je prihod Rimljanov Dover povezal z rimskim omrežjem. Kot Lemanis (Lympne) in Rutupiae (Richborough) je bil Dover povezan s cesto v Canterbury in z Watling Street, ki je povezovala Anglijo in Wales, ter je postal Portus Dubris, utrjeno pristanišče. Utrdbe so bile zgrajene nad pristaniščem, za usmerjanje ladij so bili zgrajeni svetilniki. Tukaj je tudi ena najbolje ohranjenih rimskih vil v Veliki Britaniji.
Dover ima pomembno vlogo v Domesday Book. Bil je eno od petih pristanišč v srednjem veku. Bil je tudi branik pred različnimi napadalci, predvsem Francozi med Napoleonovimi vojnami in Nemčiji med drugo svetovno vojno.

## Geografija
Dover leži ob skrajnem jugovzhodnem vogalu Britanije med krajema Deal in Folkestone. Pri južnem Forelandu, ki je najbližja točka do celine, Cap Gris Nezu blizu Calaisa je prek Dovrskih vrat 34 km, zato je mesto močno povezano s Francijo. 
Prvotno naselje je ležalo v dolini reke Dour, kar je bil idealen kraj za pristanišče, zaščiteno pred prevladujočim jugozahodnim vetrom. Ta je povzročil geološki proces nanosa usedlin (gline, mulja, peska in proda) vzdolž obale in vzporedno z njo, kar je povzročilo zamuljevanje rečnega ustja. Mesto je bilo nato prisiljeno zgraditi umetne valolome, da bi obdržali pristanišče. Ti valolomi so se razširili in prilagodili, tako da pristanišče skoraj v celoti leži na površinah nanosov.
Višja zemljišča na obeh straneh doline – Western Heights in vzhodna visoka točka, na kateri stoji Dovrski grad – so bila prilagojena zaščiti pred vsiljivci. Mesto se je postopoma razširilo navzgor po rečni dolini in zajelo več vasi. Manjša rast je mogoča ob obali do roba klifov. Železnica poteka v predorih in na nasipih pod vznožjem klifov.
Dover ima oceansko podnebje (razvrstitev po KÖPPENu Cfb) in je podobno kot drugje v Združenem kraljestvu z blagimi temperaturami vse leto in manjšo količino padavin vsak mesec. Najtopleje je bilo 31 °C in najhladneje –8 °C, vendar so temperature običajno med 3 °C in 21,1 °C. Morje je najhladnejše februarja in ima 13 °C.

## Demografija
Leta 1800, leto pred prvim popisom v Britaniji, naj bi imel Dover po Edwardu Hastedu (1732–1812) skoraj 10.000 prebivalcev. 
Ob popisu prebivalstva leta 2001 je imelo mesto Dover 28.156 prebivalcev, medtem ko je število prebivalcev v celotnem urbanem območju Dover, kot je izračunal Urad za državno statistiko, 39.078 prebivalcev. 
S širjenjem Dovra je bilo veliko starodavnih vasi vključenih v mesto: župnije Dover St. Mary in Dover St. James, od leta 1836 Buckland in Charlton so postali del Dovra, Maxton (zaselek na zahodu), River, Kearsney, Temple Ewell in Whitfield, vse severno od mestnega jedra so del naselbinske enote.

## Gospodarstvo
Uprava dovrskega pristanišča je odgovorna za vodenje pristanišča.  Rokavski preliv je tukaj najožji in najbolj obremenjen ladijski prometni pas na svetu. Trajekti, ki prečkajo ožino, morajo svojo pot prilagajati ladijskemu toku, ki prečka njihovo pot. Dover Strait Traffic Separation Scheme dodeljuje ladjam ločene steze pri prehodu skozi ožino. Sistem je pod nadzorom službe za plutje po kanalu (Channel Navigation Information Service), ki temelji na usklajevanju obmorskega reševanja (Maritime Rescue Co-ordination Centre Dover)in civilnega pomorskega iskanja in reševanja v teh vodah. 
Pristanišče uporabljajo tudi potniške ladje. Stara železniška postaja Dover Marine je potniški terminal skupaj s parkiriščem. Drug namenski terminal je naprej vzdolž pomola.

### Promet
Dovrska glavna povezovalna cesta je cesta A2, replika dveh starodavnih poti, ki sta povezovali mesto s Canterburyjem. Rimska cesta je potekala stoletja do poznega 18. stoletja, ko je postala cestninska cesta. Vozile so kočije za prevoz potnikov in pošte. V enem od opisov je navedeno, da se je do Londona potovalo ves dan. 
Druge glavne ceste proti zahodu in vzhodu so A20 do Folkestona in od tam do Londona in A258 prek Deala v Sendwich.
Železnica doseže Dover iz dveh smeri: južnovzhodna je povezovala Folkeston že leta 1844 in London, železnica iz Chathama in Dovra je odprla svojo progo iz Canterburyja leta 1861.
V mestu so imeli tudi tramvaj, in to od leta 1897 do 1936.
Dover ima dve medkrajevni pešpoti: saško obalno (Saxon Shore Way) in po severnem gričevju (North Downs Way). Dve državni kolesarski poti se začneta v mestu.

## Pobratena mesta
Dover ima tri pobratena mesta:
- Calais, Francija[10]
- Huber Heights, Ohio, ZDA
- Split, Hrvaška[11]

## Zanimivosti
- Blériotov spomenik, ki z granitnimi kamni natančno označuje kraj, na katerem je pristal Louis Blériot, ko je prvič poletel čez kanal, 1909[35]
- Dovrski grad
- Dovrski beli klifi
- Western Heights so ena najbolj impresivnih utrdb v Veliki Britaniji. To je vrsta utrdb, utrjenih točk in jarkov, ki so namenjeni za zaščito države pred vdorom. Zgrajene so bile za utrditev obrambe in zaščite ključnega pristanišča Dover pred morskim in kopenskim napadom. Zdaj so zaščitene kot lokalni naravni rezervat;
- Dovrski muzej je bil ustanovljen februarja 1836. Prikazuje arheološko zbirko in zgodovino mesta Dover;
- Muzej poslikane rimske hiše, ki so jo odkrili leta 1970, ko so gradili cesto. Mansio, hostel za vladne uradnike, je bil zgrajen okoli leta 200. V njem je nekaj najboljših rimskih fresk v Veliki Britaniji;
- Dovrski prometni muzej;
- Podeželski park Samphire Hoe je bil narejen s pomočjo 4,9 milijona kubičnih metrov krednega laporja iz izkopavanja predora pod Rokavskim prelivom in je pod Belimi klifi;
- svetilnik South Foreland je viktorijanski svetilnik, ki je prvi uporabljal električno svetlobo. Delovati je prenehal leta 1988.